# Зелевинский, Андрей Владленович
Андрей Владленович Зелевинский (30 января 1953, Москва — 10 апреля 2013, Бостон) — советский и американский математик, педагог.

## Биография
Родился в семье физиков, выпускников МГУ — кандидата технических наук Владлена Нойевича (Ноевича) Гинзбурга (1928—?), заведующего лабораторией Радиотехнического института Академии наук СССР, и кандидата физико-математических наук Натальи Григорьевны Зелевинской (1928—2018), научного сотрудника Физического института АН СССР (оба с 1995 года — в Бостоне). Его дед — фитопатолог и селекционер Ной Ильич Фейгинсон (1906—1984), заведующий кафедрой генетики биологического факультета МГУ..
В 1969 году окончил Московскую среднюю физико-математическую школу № 2. Выиграв серебряную медаль в составе сборной команды СССР на международной математической олимпиаде, он был принят без экзаменов в Московский государственный университет (1969—1974) Кандидатскую диссертацию защитил в 1978 году под руководством И. Н. Бернштейна. Другие научные руководители — А. А. Кириллов и И. М. Гельфанд..
В 1977—1985 годах работал в лаборатории В. И. Кейлиса-Борока в Институте физики Земли имени О. Ю. Шмидта, в 1985—1990 годах — в Научном совете по комплексной проблеме «Кибернетика» АН СССР. В 1980—1982 годах участвовал в работе неофициального «Еврейского народного университета» (сначала на квартире Беллы Абрамовны Субботовской, затем в различных местах), где вёл семинары по математическому анализу.
В 1990—1991 годах был приглашённым профессором в Корнеллском университете, с 1991 года и до конца жизни работал в Северо-Восточном университете в Бостоне (с 1993 года профессор). Награждён премией Гумбольдта (2004), а в 2018 году (посмертно) премией Стила в номинации «За плодотворный вклад в исследования» (совместно с С. В. Фоминым).

## Семья
Жена — Галина Самуиловна Зелевинская (урождённая Наркунская, род. 1956), математик, кандидат физико-математических наук (1990), автор трудов в области вычислительной сейсмологии; двое детей. Дети Лео, математик, и Катя, специалист по биостатистике в медицинской школе Гарвардского университета.

## Также
- Классификация Бернштейна — Зелевинского[англ.]
- Cluster algebra

## Монографии
- И. М. Гельфанд, А. В. Зелевинский. Модели представлений классических групп и их скрытые симметрии. М.: ИПМ, 1984.
- I. M. Gelfand, M. M. Kapranov, A. V. Zelevinsky. Discriminants, resultants, and multidimensional determinants. Boston: Birkhäuser, 1994, 2008.[22]